# Noginsk
Noginsk (russo:  Ногинск) é uma cidade localizada no oblast de Moscovo, na Rússia. Com uma população de 100 072 habitantes no censo de 2010, e situa-se às margens do rio Kliazma e da rodovia Moscovo-Nijni Novgorod. 
O sistema de transportes públicos da cidade conta com TUEs e eléctricos.
Recebeu este nome em 1930, em homenagem ao bolchevique Viktor Nogin; até então a cidade, fundada em 1389 como Rogoji, era chamada de Bogorodsk. 